# Napoléon Henri Reber
Napoléon Henri Reber (Mulhouse, 21 oktober 1807 - Parijs, 24 november 1880) was een Frans componist en professor Harmonieleer (01-06-1851, 1880) en Compositie (01-04-1862, 1880) aan het Parijse Conservatorium.

## Geschiedenis

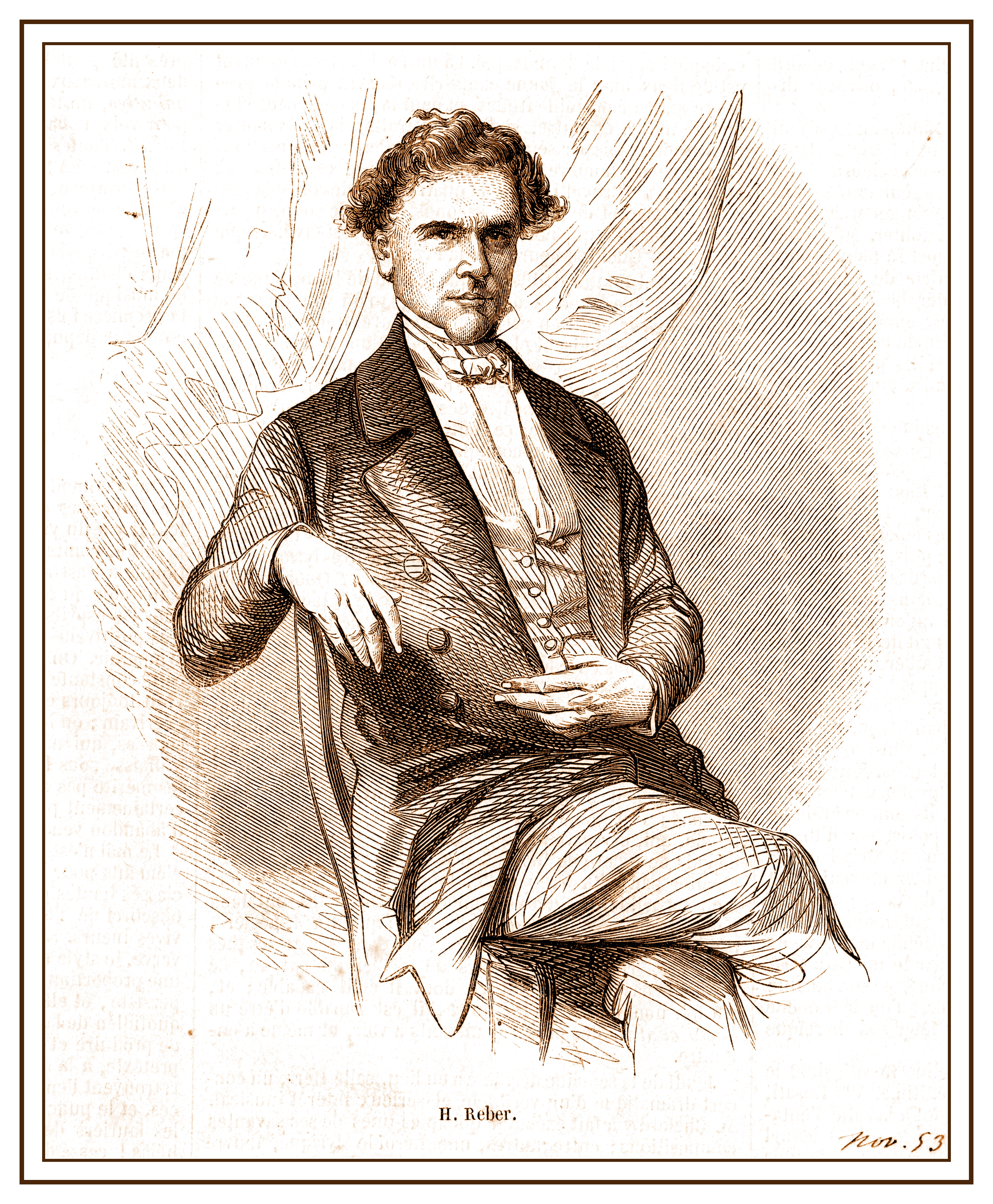
Henri op 46-jarige leeftijd

Napoleon Henri Reber werd geboren als derde kind van Henri Reber en Elisabeth Weissbeck, het was een familie die tot de notabelen van de Elzas behoorde, Henri had twee oudere zusters Elise en Henriette (1798-1854). Na de lagere school moest hij van zijn ouders technologie gaan studeren, maar al snel koos hij voor de muziek.
Hij bespeelde de fluit en de piano en bestudeerde compositie. In 1828 trok hij naar Parijs en ging studeren aan het conservatorium.
Hij voltooide zijn studie harmonieleer bij professor Jean-François Lesueur.
- In 1840 componeerde hij de muziek van de tweede act van het ballet le Diable amoureux (libretto Jules-Henri Vernoy de Saint-Georges) de première 23 september 1840.
- In 1848 componeerde hij de muziek van de komische opera la Nuit de Noël (libretto Eugène Scribe) in drie bedrijven.
- In 1851 werd hij inspecteur van het Conservatorium van Parijs (19 mei 1851 - 23 februari 1872).
- In 1852 componeerde hij een van zijn meesterwerken le Père Gaillard (libretto Thomas Sauvage), een komische opera in drie bedrijven, première 7 september 1852.
- In 1853 werd hij als opvolger van George Onslow voorzitter van de prestigieuze Académie des Beaux-Arts.
- In 1854 ontving hij de onderscheiding van Ridder van het Legioen van Eer, in 1870 promoveerde hij tot officier.
- In 1880 overleed hij in Parijs, hij was ongehuwd en werd begraven op Cimetière du Père-Lachaise in Parijs.

## Oeuvre
Henri Reber schreef veel kamermuziek en beïnvloedde de Franse poëzie.

### Orkestratie
- Chopins Marche funèbre.

### Ballet
- The Devil in Love (libretto van Jules-Henri Vernoy de Saint-Georges, Opéra le23 september 1840) geschreven in samenwerking met François Benoist.

### Opera's
- La Nuit de Noël (libretto Eugène Scribe, 1848.
- Le Père Gaillard (libretto Thomas Sauvage, 1852.
- Les Papillotes de M. Benoist (libretto Jules Barbier en Michel Carré.
- Les Dames capitaines (libretto Mélesville, 1857.

### Kamermuziek
- Kwintet met piano op.1 (1836-1837)

trio's
- Trio nr. 1 (1836-1837)
- Trio nr. 2 opus12 (1840)
- Trio nr. 3 opus16 (1862)
- Trio nr. 4 Trio-Sérénade opus 25 (1864)
- Trio nr. 5 opus 30 (1872)
- Trio nr. 6 opus 34 (1876)
- Trio nr. 7 opus 37 (1880)

Strijkkwartetten
- Strijkkwartet nr. 1 in Bes majeur opus 4 (1832)
- Strijkkwartet nr. 2 in D majeur opus 5 (1832)
- Strijkkwartet nr. 3 in A majeur, opus 7 (1832)

Symfonische muziek
- Symfonie nr. 1 in d klein, 1858.
- Symfonie nr. 2 in C majeur, 1858.
- Symfonie nr. 3 in Es majeur, 1858.
- Symphony No. 4 in G majeur, 1858. Transcriptie voor piano door Camille Saint-Saëns (1860)

### Vocale muziek
- Reber heeft 56 melodieën gepubliceerd op teksten van Thibaut de Champagne, Charles d'Orléans, Clément Marot, Malherbe, Pierre Corneille, evenals Marceline Desbordes-Valmore, Louise Bertin, Théophile Gautier en Victor Hugo.
- Blessures, Poezie Henri Taupin, muziek Henri Reber, 1876

### Koormuziek
- In het Oosten (1834)

### Publicaties
- Traité d'harmonie, (1862) leerboek voor het conservatorium.

## Trivia
Henri was behoudend en had een voorliefde voor het verleden met zijn historische kleding en
hoffelijkheid riep hij het beeld uit vootbijgegane tijden op, met zijn witte haardos leek hij meer
op iemand uit de 18e eeuw dan geboren in de 19e eeuw.

## Afbeeldingen

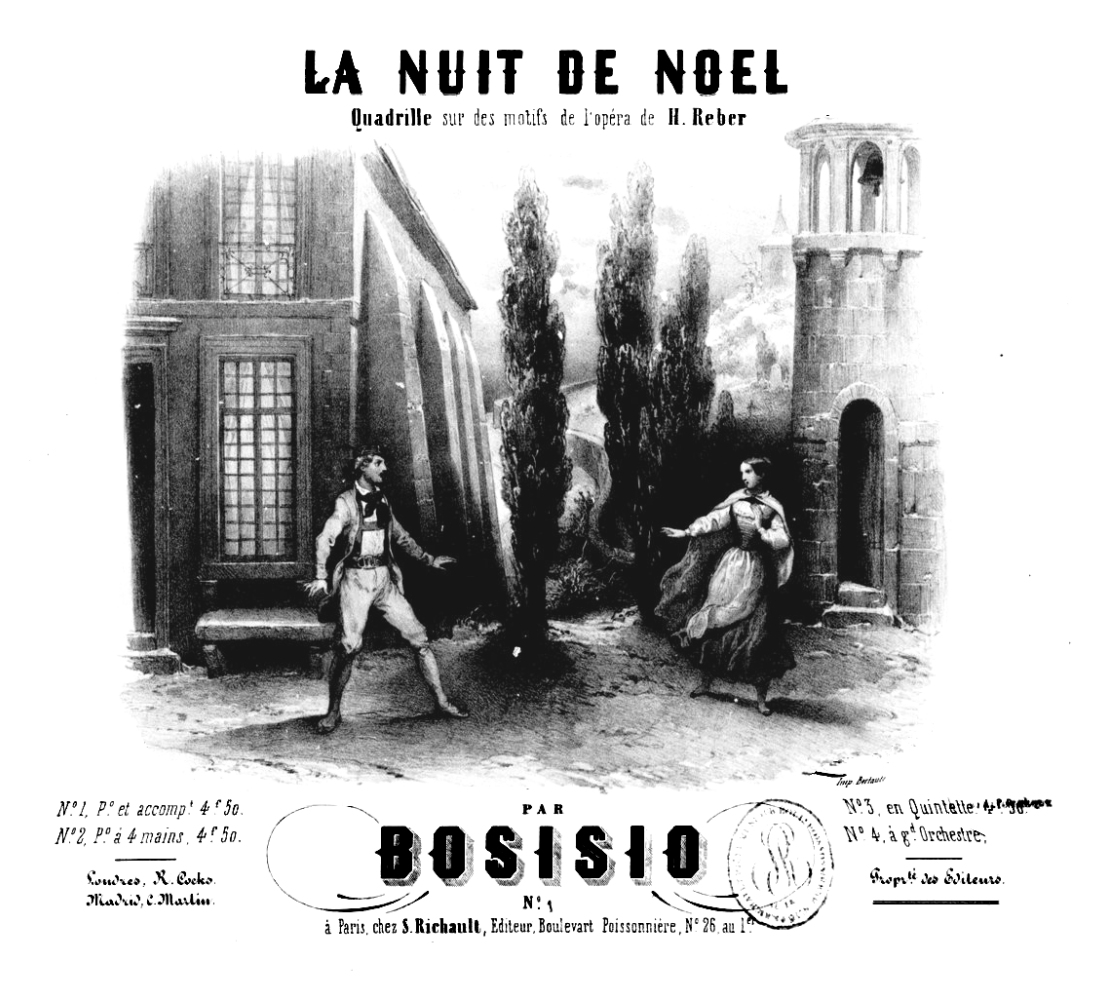
La Nuit de Noel partituur Henri Reber
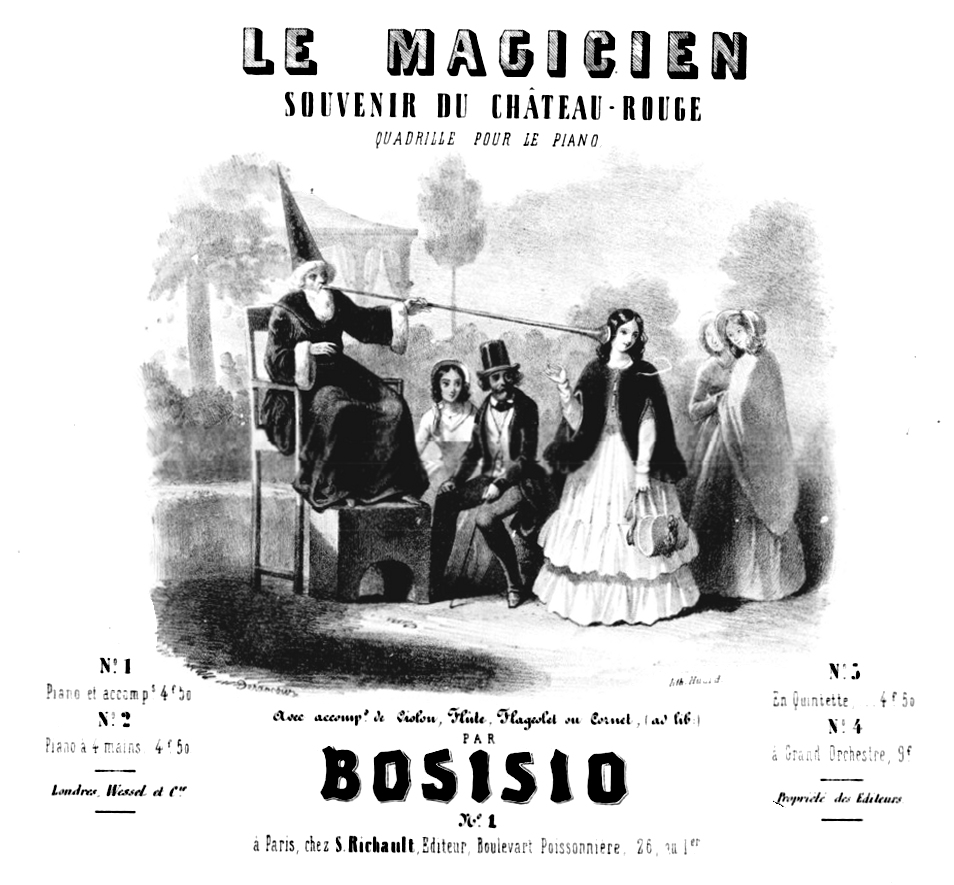
Le Magicien, partituur, Henri Reber
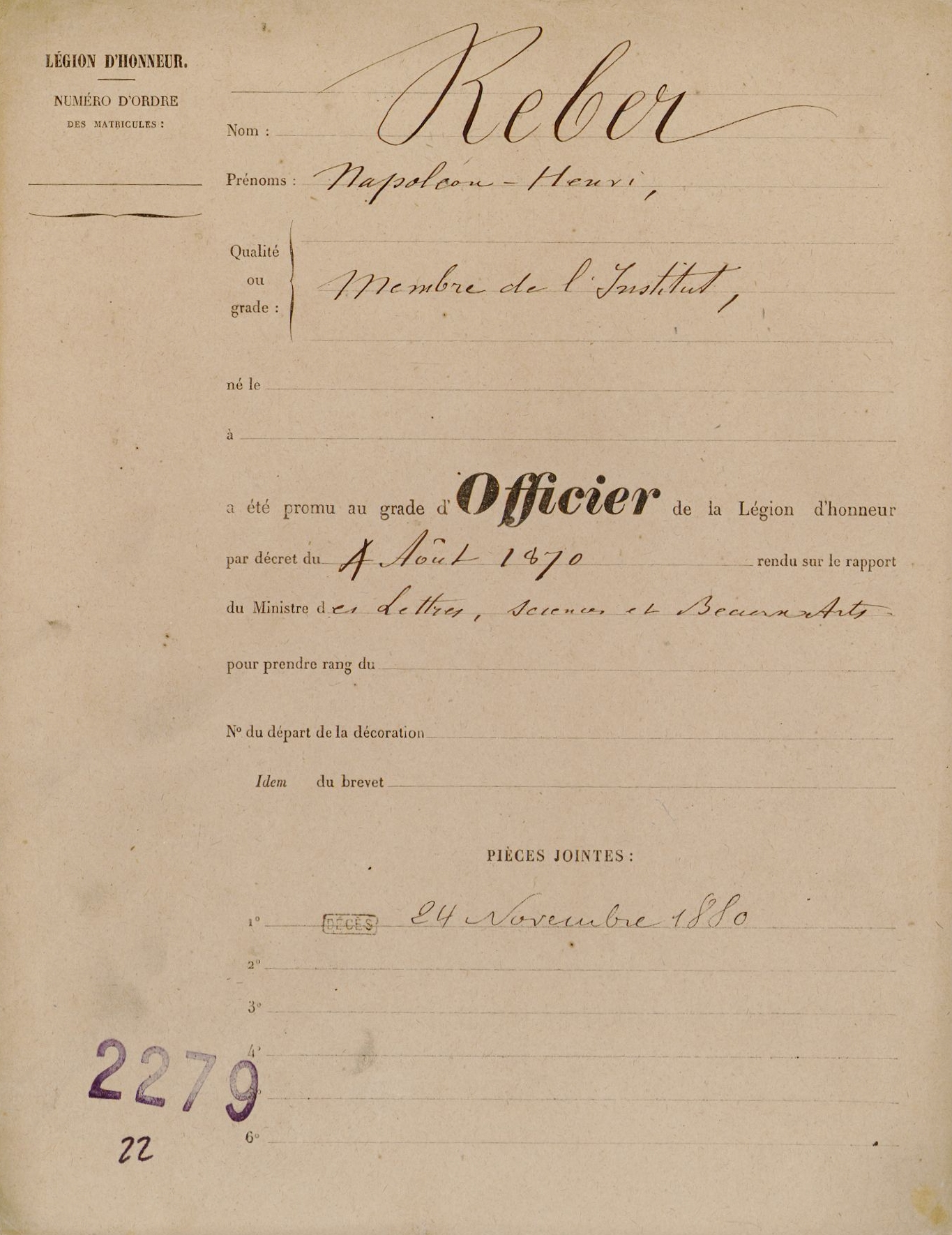
Onderscheiding legion d'Honneur
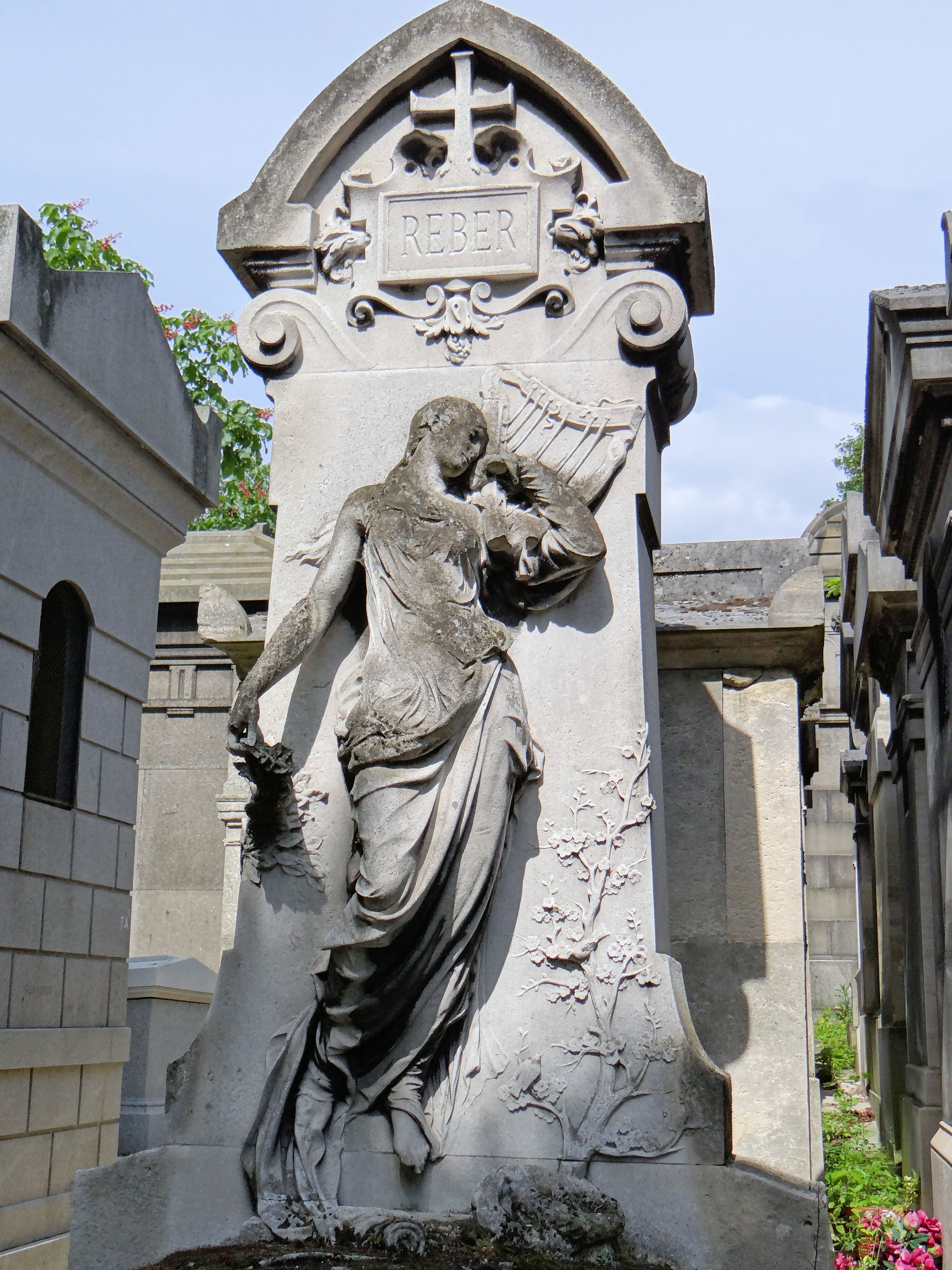
Graf op Cimetière du Père-Lachaise